# Slammy Award
Slammy Award es un concepto usado por la promoción de lucha libre WWE (anteriormente conocida como la World Wrestling Federation (WWF)) donde los premios son semejantes a los premios Óscar y los premios Grammy, son dados a los luchadores profesionales y personajes dentro de la empresa, como comentaristas y mánagers. Ha habido siete ediciones del concepto; la primera edición salió al aire en 1986, con otra al aire en 1987 y después de estar ausente durante nueve años, el concepto se reanudó en 1996 y 1997. El concepto sufrió de nuevo otra larga ausencia; sin embargo, ha sido un concepto utilizado de nuevo por la WWE desde 2008. 
El destinatario del premio recibe una estatua que representa a un luchador sosteniendo a otro sobre su cabeza. En 2015, el territorio en desarrollo de la WWE, la NXT implementaría un premio de fin de año, denominado NXT Year-End Awards.
Shawn Michaels y The Undertaker tienen el récord de la mayor cantidad de premios Slammy ganados por una superestrella de la WWE, con 15 cada uno.

## Ediciones

### Slammy Award 1986
La primera edición de los Slammy Awards se llevó a cabo en diciembre en el Civic Center en Baltimore, Maryland. El premio fue creado por la Academy of Wrestling Arts and Sciences. Martha Quinn fue la entrevistadora invitada.
| Categoría                                                                   | Resultados                                                                                               | Resultados |
| --------------------------------------------------------------------------- | --- | ---------- |
| Mejor personalidad en Land of a Thousand Dances                             | - Roddy Piper - Todos los luchadores en el video fueron nominados.                                       |            |
| Gene Okerlund interpretó "Tutti Frutti".                                    | |            |
| Mejor productor                                                             | - Mona Flambe alias Cyndi Lauper - Rick Derringer - Joel Dorn                                            |            |
| Jimmy Hart interpretó "Eat Your Heart Out Rick Springfield."                | |            |
| Mejor comentarista                                                          | - Gene Okerlund - Mr. McMahon - Jesse Ventura                                                            |            |
| Hillbilly Jim sincronizó labialmente "Don't Go Messin' with a Country Boy." | |            |
| Más vergonzoso                                                              | - Nikolai Volkoff (único nominado)                                                                       |            |
| Junkyard Dog sincronizó labialmente "Grab Them Cakes."                      | |            |
| Mejor luchador                                                              | - Junkyard Dog - Lou Albano - Gene Okerlund - Roddy Piper - Nikolai Volkoff - Jimmy Hart - Hillbilly Jim |            |

### Slammy Award 1987
La segunda edición de los Slammy Awards se llevó a cabo el 17 de diciembre desde Caesars Atlantic City en Atlantic City, New Jersey.
| Categoría                          | Presentado por                  | Resultados                                                                                         | Resultados |
| ---------------------------------- | ------------------------------- | -------------------------------------------------------------------------------------------------- | ---------- |
| Mejor actuación de un Animal       | Gene Okerlund                   | - George Steele - Damian - Frankie - Matilda                                                       |            |
| Mujer del Año                      | The Honky Tonk Man y Jimmy Hart | - Miss Elizabeth - Sherri Martel - The Fabulous Moolah - Dolly Parton - Yoko Ono                   |            |
| Mejor Apariencia en el ring        | Jim Duggan                      | - Harley Race - Demolition - Randy Savage - The Honky Tonk Man - Davey Boy Smith y Dynamite Kid    |            |
| Premio Jesse "The Body"            |                                 | - Rick Rude - Butch Reed - Ultimate Warrior - Hercules - Sherri Martel                             |            |
| Hit más grande                     | Jesse Ventura y Gene Okerlund   | - Jim Duggan - André the Giant - The Honky Tonk Man - Bam Bam Bigelow - Rick Martel y Tito Santana |            |
| Manager del Año (Sin Ganador)      | Gorilla Monsoon                 | - Mr. Fuji - Bobby Henan - Jimmy Hart - Slick                                                      |            |
| Mejor Higiene Personal             | Jesse Ventura y Gene Okerlund   | - Nikolai Volkoff, Boris Zhukov y Slick - King Kong Bundy - Sika - Hillbilly Jim - George Steele   |            |
| Mejor Actuación Vocal              | Randy Savage y Miss Elizabeth   | - Jim Duggan - Junkyard Dog - One Man Gang - Jimmy Hart - George Steele                            |            |
| Tema Musical del Año (Sin ganador) | Jesse Ventura y Gene Okerlund   | - Vince McMahon - Koko B. Ware - The Honky Tonk Man - Jimmy Hart                                   |            |
| Mejor Grupo                        |                                 | - One Man Gang                                                                                     |            |
| Humanitario del Año                |                                 | - Ted Dibiase                                                                                      |            |
| Mejor Cabeza                       |                                 | - Gene Okerlund y Bam Bam Bigelow                                                                  |            |
| Beca Bobby "The Brain" Heenan      |                                 | - The Islanders, Andre the Giant, Hercules, King Kong Bundy y Harley Race                          |            |

### Slammy Award 2008
Los Slammys Awards fueron traídos nuevamente en el 2008. El 2 de diciembre, los nominados fueron anunciados en wwe.com. El 8 de diciembre, fueron televisados.
| Categoría                   | Presentado por                | Resultados | Resultados |
| --------------------------- | ----------------------------- | --- | ---------- |
| Superestrella del Año       | Stephanie McMahon             | - Chris Jericho - Batista - Edge - Jeff Hardy - John Cena - Triple H |            |

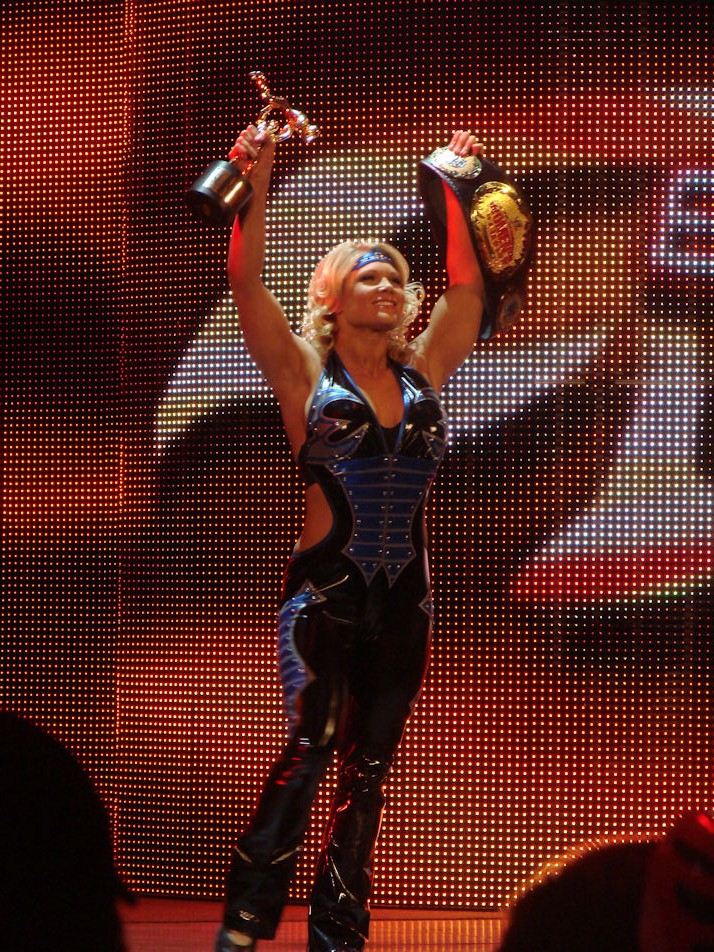
Beth Phoenix ganadora del Slammy a mejor Diva del año.

| Lucha del Año               | Mr. Kennedy and Eve Torres    | - Ric Flair vs. Shawn Michaels - WrestleMania XXIV - Royal Rumble match - Royal Rumble 2008 - Money in the Bank ladder match: CM Punk vs. Chris Jericho vs. John Morrison vs. Montel Vontavious Porter vs. Carlito vs. Mr. Kennedy vs. Shelton Benjamin - WrestleMania XXIV - Hell in a Cell match: The Undertaker vs. Edge - SummerSlam |            |
| Diva del Año                | Theodore Long and Melina      | - Beth Phoenix - Kelly Kelly - Michelle McCool - Mickie James |            |
| Momento "O M G" del Año     | Joey Styles and Alicia Fox    | - CM Punk usa el Money in the Bank y derrota a Edge por el Campeonato de pesos pesados - John Cena regresa en el Royal Rumble y lo gana - Floyd Mayweather, Jr. golpea a The Big Show y quiebra su nariz en Wrestlemania XXIV - The Undertaker manda a Edge al infierno en SummerSlam                                                    |            |
| Pareja del Año              | Kane y Kelly Kelly            | - Edge y Vickie Guerrero - Santino Marella y Beth Phoenix - William Regal y Layla - Finlay y Hornswoggle |            |
| Equipo del Año              | Festus y Maria                | - John Morrison & The Miz - Priceless (Cody Rhodes y Ted DiBiase) - Cryme Tyme (JTG y Shad Gaspard) - Carlito y Primo |            |
| Movimiento personal del año | Cryme Tyme y Candice Michelle | - Shooting Star Press (Evan Bourne) - RKO (Randy Orton) - Hell's Gate (The Undertaker) - Knockout Punch (The Big Show) |            |
| Momento "Damn! del Año"     | Ron Simmons y Mickie James    | - The Great Khali Kiss Cam - CM Punk ataca a Chavo Guerrero vestido de mariachi - Jim Ross se viste de marinero. - Santino Marella intenta hacer la entrada de Melina |            |
| Momento Extremo del Año     | Matt Hardy y Tiffany          | - Jeff Hardy le hace un Swanton Bomb a Randy Orton desde arriba del set de Raw. - Edge lanza a Undertaker desde la escalera contra varias mesas. - Chris Jericho le pega el Jeritron 6000 HD a Shawn Michaels en la cabeza. - John "Bradshaw" Layfield atropella a John Cena.                                                            |            |
| Mejor programa de wwe.com   | WWE.com                       | - "The Dirt Sheet" - Cryme Tyme's "Word Up!" - Santino's Casa - Out-think The Fink |            |
| Mejor Superestrella nueva   | WWE.com                       | - Vladimir Kozlov - Kofi Kingston - Evan Bourne - Ted DiBiase |            |
| Mejor presentación musical  | WWE.com                       | - R-Truth - "What's Up?" - Santino Marella - "Rap de Santino para Akon" - Edge - "Heaven" - John Morrison & The Miz - "Mizfits and Mofos" (The Dirt Sheet, Aug 29) |            |
| Equipo Locutor del Año      | WWE.com                       | - Todd Grisham y Matt Striker (ECW) - Michael Cole y Jerry Lawler (Raw) - Jim Ross y Tazz (Smackdown) |            |
| Mejor copia                 | WWE.com                       | - Charlie Haas como "The GlamaHaas" - Charlie Haas como "Haas Hogan" - Charlie Haas como "Charlie Haas Layfield" - Charlie Haas como "Mr. (Im)Perfect" |            |

### Slammy Award 2009
Se realizó el 14 de diciembre en Corpus Christi, Texas.
| Categoría                   | Presentado por                                    | Resultados | Resultados |
| --------------------------- | ------------------------------------------------- | --- | ---------- |
| Tag Team del Año            | R-Truth y Jillian Hall                            | - Jerishow (Chris Jericho & The Big Show) - D-Generation X (Shawn Michaels & Triple H) - Legacy (Cody Rhodes & Ted DiBiase) - The Hart Dynasty (David Hart Smith & Tyson Kidd) |            |
| Superestrella Nueva del Año | Theodore Long y Tiffany                           | - Sheamus - Drew McIntyre - Yoshi Tatsu - Abraham Washington |            |
| Shocker del Año             | Vickie Guerrero y Santino Marella                 | - CM Punk forza a Jeff Hardy a retirarse en un a Steel Cage - Batista se vuelve en contra de su mejor amigo Rey Mysterio - Randy Orton le hace un DDT a Stephanie McMahon y forza a Triple H a ver - Sheamus lanza al invitado de RAW Mark Cuban a una mesa                                      |            |
| Lucha del Año               | Triple H                                          | - Shawn Michaels vs. The Undertaker - WrestleMania XXV - Ladder Match: Jeff Hardy vs. Edge - Extreme Rules - I Quit Match: John Cena vs. Randy Orton - Breaking Point - Team Raw vs. Team SmackDown - Bragging Rights                                                                            |            |
| GM Invitado del Año         | Mr. McMahon                                       | - Bob Barker - Ozzy y Sharon Osbourne - Seth Green - Shaquille O'Neal |            |
| Momento Extremo del Año     | Carlito, Chris Masters y Eve Torres               | - Jeff Hardy salta desde la escalera sobre CM Punk en SummerSlam - Kofi Kingston se lanza con un Boom Drop sobre Randy Orton en el Madison Square Garden - The Big Show le hace un chokeslam a John Cena en una luz del escenario de Backlash - Triple H invade la casa de Randy Orton           |            |
| Diva del Año                | Montel Vontavious Porter y Goldust                | - Maria - Todas las Divas estuvieron nominadas. Las votaciones se hacían por internet. |            |
| El Momento "Oh My" del Año  | Abraham Washington, Tony Atlas y Big Dick Johnson | - Michael Cole vomita a Chris Jericho en SmackDown's 10th Anniversary - Chris Masters realiza una rutina de "Baile de Pecho" para los Osbourne. - Shawn Michaels le da una superpatada a una niña en el restaurante - Santino Marella accidentalmente estrella una tarta contra Vickie Guerrero. |            |
| Superestrella del Año       |                                                   | - John Cena ganó el torneo para ser Superestrella del Año - Randy Orton (perdió contra John Cena en la final) - The Undertaker (perdió contra Randy Orton en la primera ronda gracias a la ayuda de Ted DiBiase y Cody Rhodes) - CM Punk (perdió contra John Cena en la primera ronda)           |            |

### Slammy Award 2010
El evento tuvo lugar el 13 de diciembre en New Orleans, LA
| Categoría:                                           | Presentado por:                                | Resultados |
| ---------------------------------------------------- | ---------------------------------------------- | --- |
| Mejor Interpretación por un Espécimen con alas       | WWE.com                                        | - El pollo de Raw |
| Mejor Uso de Equipos de Ejercicio                    | WWE.com                                        | - Rosa Mendes usa una pesa |
| Corte de Pelo más Amenazante                         | WWE.com                                        | - Tyler Reks |
| Mejores Valores de Familia                           | WWE.com                                        | - Kane golpea al padre de Jack Swagger |
| Superestrella o Diva más Nececitada de Maquillaje    | WWE.com                                        | - Sheamus |
| Cole en su almacenamiento                            | WWE.com                                        | - Daniel Bryan golpea a Michael Cole en NXT |
| Mejor Logro de la Aplicación de Aceite de Bebe       | WWE.com                                        | - "Dashing" Cody Rhodes |
| Premio al Tweeter Frecuente                          | WWE.com                                        | - Goldust |
| Mejor Show Exclusivo de WWE.com                      | WWE.com                                        | - WWE NXT |
| Frase más Molesta                                    | WWE.com                                        | - Zack Ryder por "Woo Woo Woo You Know It" |
| Sorpresa del Año                                     | David Arquette                                 | - El debut de The Nexus - The Miz canjea su Money in the Bank, convirtiéndose en Campeón de la WWE. - Paul Bearer traiciona a The Undertaker - Randy Orton le hace un "Punt Kick" a Chris Jericho |
| Premio Despreciame                                   | Kelly Kelly & Tyson Kidd (con Jackson Andrews) | - CM Punk le canta "Happy Birthday" a la hija de Rey Mysterio - Vince McMahon ataca a Bret Hart - Drew McIntyre avergüenza a Theodore Long - Kane entierra vivo a The Undertaker con la ayuda de The Nexus |
| Momento del Personaje Invitado más brillante del Año | Santino Marella & Vladimir Kozlov              | - Pee-wee Herman vs. The Miz - Mike Tyson golpea Chris Jericho - Randy Orton le hace un "RKO" a Wayne Brady - William Shatner canta las entradas de la WWE |
| Movimiento Holy %&^*%&* del Año                      | Jerry Lawler and Vickie Guerrero               | - John Cena envía a Batista a través del escenario con un "Attitude Adjustment" - John Morrison se lanza del escenario hacia Daniel Bryan y The Miz - Kofi Kingston le hace a Drew McIntyre un "Boom Drop" desde una escalera hacia una mesa de comentaristas. - Randy Orton le hace un "RKO" a Evan Bourne en pleno aire. |
| La Reacción del Público del Año                      | David Arquette                                 | - La "enojada Niña-Miz" Cayley |
| Momento "Oh Snap" del Año                            | Edge & Christian                               | - Edge destruye la computadora del Anónimo GM de RAW - Big Show destruye los trofeos de Jack Swagger - Alberto del Río lesiona el brazo de Rey Mysterio con una silla de acero - Batista renuncia a la WWE |
| Momento Knucklehead del año                          | JTG & William Regal                            | - Lay-Cool (Layla & Michelle McCool) fueron vencidas por Mae Young - Big Show desenmascara a CM Punk - Beth Phoenix elimina a The Great Khali del Royal Rumble - Santino Marella es vencido en un concurso de baile por Vladimir Kozlov                                                                                    |
| Diva del año                                         | Determinado por una Battle Royal               | - Michelle McCool |
| Momento WWE del año                                  | Big Show                                       | - The Undertaker vs. Shawn Michaels en su última lucha de Michaels - Wade Barrett despide a John Cena - Sheamus ataca a Triple H - Chris Jericho vs. Edge en WrestleMania XXVI |
| And I quote                                          | Michael Cole                                   | - Michael Cole |
| Superestrella del Año                                | Theodore Long                                  | - John Cena - Randy Orton - Edge - Rey Mysterio - Kane - The Miz |

1. 1 2 3  Determinado por votos en WWE.com

- John Cena es el que más veces fue la Superestrella del año 2 veces seguidas(2009 y 2010)

### Slammy Award 2011
El evento tuvo lugar en Norfolk, Virginia el día 12 de diciembre del 2011.
| Categoría:                                 | Presentado por:                                           | Resultados |
| ------------------------------------------ | --------------------------------------------------------- | --- |
| Logros sobresalientes en Semejanza Muppets | WWE.com                                                   | - Sheamus y su tiempo perdido, de cabeza roja y tipo Beaker |
| El Premio de pajarita Pee-wee Herman       | WWE.com                                                   | - David Otunga, por su atuendo de negocios Harvard-law-by-way-of-the-Playhouse |
| Resultado más previsible del año           | WWE.com                                                   | - Powerbomb de Kevin Nash a Santino después de bailar el trombón |
| Emotivo regreso del año                    | WWE.com                                                   | - The Rock |
| Momento de doble visión del año            | WWE.com                                                   | - Sin Cara vs Sin Cara |
| Camiseta del año                           | WWE.com                                                   | - CM Punk con leyenda de "Best in the world" |
| Momento WWE.com exclusivo del año          | WWE.com                                                   | - John Laurinaitis felicita a CM Punk |
| Atuendo más lamentable del año             | WWE.com                                                   | - Michael Cole, como HHH |
| Momento del "bicho" del año                | WWE.com                                                   | - Un Ratón que pasó corriendo junto con Alberto Del Rio en Raw |
| Transformación de la superestrella del año | WWE.com                                                   | - Zack Ryder |
| Momento "Dime que NO he visto eso" del año | Booker T y Hornswoggle                                    | - Jim Ross bailando durante el "desafío de Michael Cole" en Raw Supershow - Santino Marella creyéndose ganador del Royal Rumble - The Miz, disfrazado de The Rock - Un joven fan salpica agua a la cara de R-Truth |
| Movimiento ¡La madre que...! del año       | Mick Foley y Ted DiBiase, El hombre del millón de dólares | - The Big Show y Mark Henry hacen colapsar el ring después de un superplex en Vengeance 2011 - Sheamus aplica un powerbomb a Sin Cara a través de una escalera en Money in the Bank 2011 - Evan Bourne realiza un "Air Bourne" desde una escalera en Money in the Bank - Randy Orton realiza un RKO a Christian sobre una escalera de acero en SummerSlam |
| "Bomba de tiempo" del año                  | Road Dogg                                                 | - CM Punk - Zack Ryder - R-Truth - The Rock |
| Momento Divalicioso del año                | Lita                                                      | - Kelly Kelly ataca a Beth Phoenix - Natalya, Layla y Eve en un doble sharpshooter - Kharma hace su debut en Extreme Rules 2011 - Beth Phoenix le aplica a Eve un Glam Slam desde la tercera cuerda en Survivor Series |
| Momento Oh Dios Mio! del año               | Santino Marella y The Bella Twins                         | - Triple H le aplica a The Undertaker un Tombstone Piledriver, en WrestleMania XXVII - The Rock le aplica a John Cena un Rock Bottom, en WrestleMania XXVII - Votación de las superestrellas de la WWE para que se vaya HHH del cargo - CM Punk gana el Campeonato de la WWE en Money in the Bank y confirma su salida de la WWE                          |
| Superstar Tendencia del año                | David Otunga y Tony Atlas                                 | - Zack Ryder - Dolph Ziggler - Cody Rhodes - Daniel Bryan |
| Cambiador del juego del año                | Christian                                                 | - John Cena VS The Rock en WrestleMania XXVIII - Vince McMahon relevado de su cargo de la WWE - El retiro de Edge - Kevin Nash regresa en SummerSlam |
| Invitado del año                           | Vickie Guerrero y Goldust                                 | - Nicole "Snooki" Polizzi - The Muppets - Hugh Jackman - Cee Lo Green |
| Superestrella del año                      | Rey Mysterio                                              | - CM Punk - John Cena - Randy Orton - Mark Henry - Alberto Del Rio - The Miz |

### Slammy Award 2012
El evento tuvo lugar el 16 y 17 de diciembre de 2012 en Nueva York, Nueva York y en Filadelfia, Pensilvania.
| Categoría:                                 | Presentado por:                              | Resultados |
| ------------------------------------------ | -------------------------------------------- | --- |
| Proeza de fuerza del Año                   | wwe.com                                      | - Sheamus proporciona Celtic Cross blanco a The Big Show - The Big Show le aplica un KO Punch Sheamus en Hell in a Cell - Antonio Cesaro desata su Neutralizador de Brodus Clay - Ryback Hace Shell Shocked a Primo & Epico al mismo tiempo |
| Mejor bailarín del año                     | wwe.com                                      | - Brodus Clay - Rosa Mendes - R-Truth - The Great Khali |
| Embajador Top Social Media                 | wwe.com                                      | - Charlie Sheen - Mike Tyson - The Muppets - Arnold Schwarzenegger |
| Tweet del año                              | wwe.com                                      | - "Cara de cabra es un insulto horrible. Mi cara es prácticamente perfecta en todos los sentidos. De hecho, a partir de ahora exijo que se me llame el Hermoso Bryan." - Daniel Bryan - "Yo no tengo Instagram. Soy un adulto." - Cody Rhodes - "Lo hice por Andy Kaufman." - CM Punk - "Sí, este es el Gran Khali real. ¡Estoy listo para twittear con ustedes!" - The Great Khali |
| Insulto del año                            | wwe.com                                      | - John Cena a Dolph Ziggler y Vickie Guerrero: "Ustedes son completamente opuestos una disfruta comiendo un montón de nueces y el otro todavía está tratando de encontrar las suyas.". - CM Punk llama a Daniel Bryan "cara de cabra". - Sheamus a Dolph Ziggler, mientras Ziggler estaba de pie en una escalera: "¡Mira allí, Ziggler finalmente estás más alto que todos, felicitaciones.". - The Rock a John Cena: "Si John Cena había encabezado la revolución americana, ahora todos nosotros estaría jugando cricket, estaríamos bebiendo té y estaríamos bendiciendo a la Reina". |
| Cabello Facial Del Año                     | wwe.com                                      | - Daniel Bryan - Damien Sandow - Cody Rhodes - CM Punk |
| Traición Del Año                           | wwe.com                                      | - The Big Show noquea a John Cena en WWE Over the Limit - Daniel Bryan Termina con AJ Lee - AJ Lee abandona a Daniel Bryan - Eve Torres golpea a Zack Ryder con un Low Blow |
| Canto popular del año                      | wwe.com                                      | - "Feed Me More!" - "YES! YES! YES!" - "Hoeski!" - "Cody's Mustache!" |
| Video exclusivo de wwe.com del año         | wwe.com                                      | - Jerry Lawler habla a WWE.com sobre su regreso milagroso - Eve Torres despide a The Bella Twins en línea - Daniel Bryan explica por qué está "paquete Sr. Small" - CM Punk va en dirección hacia los 365 días de reinado (entrevista con Paul Heyman) |
| Malestar del año                           | wwe.com                                      | - Daniel Bryan vence a Mark Henry y The Big Show en el Royal Rumble - Justin Gabriel vence a Antonio Cesaro - Dolph Ziggler gana en el Money in the Bank - Santino Marella vence a Jack Swagger por el Campeonato de els Estados Unidos. |
| Diva del año                               | wwe.com                                      | - AJ Lee - Layla - Kaitlyn - Eve |
| Momento "Dime que NO he visto eso" del año | Booker T                                     | - Kofi Kingston hace el pino durante el Royal Rumble, para evitar la eliminación en el Royal Rumble - Brad Maddox le aplica un Low Blow a Ryback en Hell in a Cell - Sheamus derrota a Daniel Bryan, en 18 segundos para ganar el Campeonato Mundial Peso Pesado en WrestleMania XXVIII - CM Punk ataca a The Rock en Raw 1000 |
| Regreso del año                            | The New Age Outlaws (Road Dogg y Billy Gunn) | - Jerry Lawler - Brock Lesnar - Chris Jericho - D-Generation X |
| El beso del Año                            | Vickie Guerrero                              | - AJ y John Cena - AJ y Daniel bryan - AJ y CM Punk - AJ y Kane |
| Superestrella del año                      | Ric Flair                                    | - John Cena - Sheamus - CM Punk - The Big Show |
| LOL! Moment of the Year                    | Santino Marella y Tensai                     | - The Rock insulta a John Cena con la historia de Boston, en Massachusetts - Kane y Daniel Bryan se van a una sesión de manejo de la ira - Randy Orton frenesí de alimentos lucha - Danceoff Vickie Guerrero con Brodus Clay |
| Trending Topic del Año                     | Zack Ryder y Layla                           | - Ryback's #FeedMeMorec - John Laurinaitis's #PeoplePower - R-Truth's #LittleJimmy - Zack Ryder's #WWWYKI |
| Revelación del año                         | Sheamus                                      | - Ryback - Brodus Clay - Damien Sandow - Antonio Cesaro |
| Combate del año                            | Gene Okerlund, Ricky Steamboat y Jim Ross    | - Hell in a Cell match: The Undertaker vs. Triple H – WrestleMania XXVIII - Extreme Rules match: Brock Lesnar vs. John Cena – Extreme Rules - The Big Show vs. Sheamus – Hell in a Cell - The Rock vs. John Cena – WrestleMania XXVIII |

### Slammy Award 2013
El evento tuvo lugar el 9 de diciembre de 2013 en el KeyArena, Seattle, Washington.
| Categoría:                                     | Presentado por:                                         | Resultados |
| ---------------------------------------------- | ------------------------------------------------------- | --- |
| Premio "Qué Maniobra!"                         | WWE.com                                                 | - Spear de Roman Reigns - Running Knee Strike de Daniel Bryan - Black Widow de AJ Lee - Cesaro Swing de Antonio Cesaro |
| Facción del Año                                | WWE.com                                                 | - The Shield (Roman Reigns, Seth Rollins y Dean Ambrose) - The Wyatt Family (Bray Wyatt, Luke Harper y Erick Rowan) - The Real Americans (Antonio Cesaro, Jack Swagger y Zeb Colter) - 3MB (Heath Slater, Drew Mcintyre y Jinder Mahal) |
| "Aún Lo Tienes" Mejor Regreso de Superestrella | WWE.com                                                 | - Goldust - Rob Van Dam - The Bella Twins (Nikki & Brie Bella) - Bruno Sammartino - Chris Jericho |
| Pareja del Año                                 | WWE.com                                                 | - Daniel Bryan & Brie Bella - Triple H & Stephanie McMahon - Fandango & Summer Rae - Tyson Kidd & Natalya - John Cena & Nikki Bella - Naomi & Jimmy Uso |
| Equipo del Año                                 | WWE.com                                                 | - Cody Rhodes & Goldust - The Shield (Roman Reigns y Seth Rollins) - The Prime Time Players (Titus O'Neil & Darren Young) - The Real Americans (Antonio Cesaro & Jack Swagger) |
| Proeza de Fuerza del Año                       | WWE.com                                                 | - Mark Henry arrastró dos camiones con solo sus manos - Antonio Cesaro le aplicó su «Cesaro Swing» a The Great Khali - Ryback le aplicó su «Shell Shocked» a Mark Henry - The Shield (Roman Reigns, Seth Rollins y Dean Ambrose) le aplicaron una «Triple Powerbomb» al Big Show                                                           |
| "Dices Qué?!" Cita del Año                     | WWE.com                                                 | - "Una estipulación: Estaré en la esquina de mis hijos y seré tu arándano toda la noche" - Dusty Rhodes - "Paul, di algo estúpido" - Brock Lesnar - "Por encima de ESTE" - Damien Sandow - "La erupción "Paulcano"" - Paul Heyman |
| "Mejor Movimiento de Baile"                    | WWE.com                                                 | - The Funkadactyls (Naomi & Cameron) - Fandango - R-Truth - Summer Rae - The Great Khali - Miz-co Inferno |
| Show Favorito de Internet                      | WWE.com                                                 | - The JBL and Cole Show - WWE Inbox - 30-Second Fury - WWE Top 10 |
| Mejor Público del Año                          | WWE.com                                                 | - Raw una noche después de WrestleMania (East Rutherford, Nueva Jersey) - WWE Payback (Chicago, Illinois) - SummerSlam (Los Ángeles, California) - Raw en Inglaterra (Londres, Inglaterra el 22 de abril) |
| El eslogan del Año                             | WWE.com                                                 | - "YES! YES! YES!" - Daniel Bryan - "That's What I Do" - Mark Henry - "FAAAAAHHNNNN...DAAAAHHHHNNN...GO" - Fandango - "Follow the Buzzards" - Bray Wyatt - "We the People" - The Real Americans (Antonio Cesaro, Jack Swagger y Zeb Colter) - "Believe in The Shield" - The Shield (Roman Reigns, Seth Rollins y Dean Ambrose)             |
| Trending Now (Hashtag del Año)                 | Cody Rhodes & Goldust (Pre-Show)                        | - The Shield's #BelieveInTheShield - The Authority's #BestForBusiness - The Wyatt Family's #FollowTheBuzzards - The Real Americans' #WeThePeople |
| "ESTO ES ASOMBROSO!" Momento del Año           | Christian (Pre-Show)                                    | - Big Show noquea a Triple H en Raw - Dolph Ziggler canjea su Maletín Money in the Bank ante Alberto Del Rio y logra el Campeonato Mundial en Raw - Kofi Kingston se salva de quedar eliminado del Royal Rumble con la silla de JBL - Daniel Bryan gana su segundo WWE Championship de Randy Orton en Night of Champions                   |
| Revelación del Año                             | John Laurinaitis (Pre-Show)                             | - The Shield (Roman Reigns, Seth Rollins y Dean Ambrose) - The Wyatt Family (Bray Wyatt, Luke Harper y Erick Rowan) - Big E Langston - Fandango (con Summer Rae) |
| Barba del Año                                  | Santino Marella (Pre-Show)                              | - Daniel Bryan - Damien Sandow - The Wyatt Family (Bray Wyatt, Luke Harper y Erick Rowan) - Zeb Colter |
| "LOL!" Momento del Año                         | The New Age Outlaws (Pre-Show) (Billy Gunn & Road Dogg) | - The Rock y su concierto en el 20 aniversario de Raw (14 de enero) - Vickie Guerrero es despedida como GM de Raw (8 de julio) - Titus O'Neil vomita sobre JBL, Michael Cole y Zeb Colter en SmackDown (29 de noviembre) - The Great Khali y Jinder Mahal tratan de encantar la cobra de Santino Marella en SmackDown (27 de diciembre)    |
| Doble-Cruz del Año                             | The Shield (Roman Reigns, Seth Rollins y Dean Ambrose)  | - Shawn Michaels traiciona a Daniel Bryan costándole el WWE Championship en Hell in a Cell. - Triple H traiciona a Daniel Bryan costándole el WWE Championship en SummerSlam. - Mark Henry traiciona a John Cena durante el "retiro" de Henry. - Paul Heyman traiciona a CM Punk costándole el WWE Championship Money in the Bank en MITB. |
| Diva del Año                                   | Eve Torres                                              | - The Bella Twins (Nikki & Brie Bella) - AJ Lee - The Funkadactyls Naomi) & Cameron) - Natalya - Kaitlyn - Eva Marie |
| Superestrella del Año                          | Shawn Michaels                                          | - Daniel Bryan - John Cena - Randy Orton - CM Punk - Big Show - Brock Lesnar |
| Mejor Participación de Fanes del Año           | The Prime Time Players (Darren Young & Titus O'Neil)    | - Yes! Yes! Yes! - Fandango-ing - Let’s go Cena/Cena sucks! - What’s up! |
| Insulto del Año                                | The Miz                                                 | - Stephanie McMahon insulta a Big Show - AJ Lee se va del "Total Divas" - Paul Heyman insulta a CM Punk - Zeb Colter insultando |
| Momento Extremo del Año                        | Mick Foley                                              | - CM Punk toma venganza sobre Paul Heyman en Hell in a Cell - The Shield ejecuta un triple powerbomb al Undertaker en SmackDown (26 de abril) - Ryback atraviesa a John Cena sobre la escenografía en Extreme Rules - The Wyatt Family atacan a Kane en SummerSlam                                                                         |
| Lucha del Año                                  | Bret Hart                                               | - John Cena vs. The Rock por el WWE Championship - WrestleMania 29 - Undertaker vs. CM Punk - WrestleMania 29 - Cody Rhodes and Goldust vs. The Shield (Seth Rollins & Roman Reigns) - WWE Battleground - Steel cage match: Triple H vs. Brock Lesnar - Extreme Rules                                                                      |

### Slammy Award 2014
El evento tuvo lugar el 8 de diciembre de 2014 en el Bon Secours Wellness Arena, Greenville, Carolina del Sur y tuvo como anfitrión a Seth Green.
| Categoría:                                  | Presentado por:                   | Resultados |
| ------------------------------------------- | --------------------------------- | --- |
| Premio a Participación de Fans              | WWE.com                           | - "You Sold Out" - "Nine Ninety-Nine" - "We the People" - "I'm Afraid I've Got Some Bad News" - "He's Got the Whole World in his Hands" |
| Doble-Cruz del Año                          | WWE.com                           | - Seth Rollins traiciona a The Shield y se une a The Authority en Raw (2 de junio) - The Authority traiciona a Randy Orton en Raw (3 de noviembre) - Nikki Bella traiciona su hermana gemela Brie Bella en SummerSlam - Mark Henry traiciona a su amigo, Big Show, en Raw (27 de octubre) |
| Animal del año                              | WWE.com                           | - The Bunny - Mini Gator - El Torito - Grumpy Cat |
| Mejor Actor                                 | WWE.com                           | - The Rock - The Miz - Batista - Damien Mizdow |
| Tweetea! Mejor gestión de Twitter           | WWE.com                           | - @HEELZiggler - @JohnCena - @ZackRyder - @Ryback22 - @BellaTwins |
| Rivalidad del Año                           | WWE.com                           | - Daniel Bryan vs. The Authority - The Shield (Dean Ambrose, Seth Rollins y Roman Reigns) vs. Evolution (Triple H, Randy Orton y Batista) - Brock Lesnar vs. John Cena - Rusev vs. USA - Seth Rollins vs. Dean Ambrose |
| Estrella invitada de Raw del Año            | WWE.com                           | - Hugh Jackman - Larry the Cable Guy - Jerry Springer - Kevin Hart - Betty White |
| Pareja del Año                              | WWE.com                           | - Daniel Bryan & Brie Bella - Triple H & Stephanie McMahon - Jimmy Uso & Naomi - Tyson Kidd & Natalya |
| Facción del Año                             | WWE.com                           | - The Shield (Roman Reigns, Seth Rollins y Dean Ambrose) - The Authority - The Wyatt Family (Bray Wyatt, Luke Harper y Erick Rowan) - The Rosebuds |
| NXT Superstar del Año                       | WWE.com                           | - Sami Zayn - Adrian Neville - Tyler Breeze - The Ascension (Konnor & Viktor) |
| Momento Anti-Gravedad del Año               | WWE.com                           | - Seth Rollins salta desde el balcón de la escenografía en Payback - Adrian Neville y el Red Arrow - Dean Ambrose salta sobre los Lumberjack (leñadores) en SummerSlam - Kofi Kingston salta desde la barricada hasta el ring en el Royal Rumble match |
| "Dime que no has dicho eso" Insulto del Año | Booker T y Renee Young (pre-show) | - The Rock insulta a Rusev y Lana en Raw (6 de octubre) - Nikki Bella le dice a Brie que hubiera deseado que hubiese muerto en la matriz - Paul Heyman se burla de John Cena haciendo un rap en Raw (11 de agosto) - Chris Jericho insulta a The Authority tras el arresto de Stephanie McMahon en Raw (28 de julio) |
| Equipo del Año                              | Renee Young (pre-show)            | - The Usos (Jimmy & Jey Uso) - Gold & Stardust - Los Matadores (Diego & Fernando) con El Torito - Slater Gator (Titus O'Neil & Heath Slater) con Mini Gator - The Miz & Damien Sandow |
| Revelación del Año                          | Renee Young (pre-show)            | - Dean Ambrose - Rusev con Lana - Roman Reigns - Paige - Seth Rollins |
| Hashtag del Año                             | Renee Young (pre-show)            | - #RKOOuttaNowhere (Vine) - #OccupyRaw (10 de marzo) - #MoscowMooseKnuckle (6 de marzo) - #EatSleepSuplexRepeat (18 de agosto) - #NineNinetyNine (WWE Network) |
| "ESTO ES ASOMBROSO!" Momento del Año        | Seth Green                        | - Sting debuta ayudando al Team Cena para derrotar al Team Authority en Survivor Series - The YES! Movement se toma Raw (10 de marzo) - Stephanie McMahon es arrestada y sacada de Raw (21 de julio) - Hulk Hogan, The Rock y Steve Austin se encuentran en WrestleMania XXX |
| Mejor Regreso del Año                       | John Laurinaitis                  | - The Ultimate Warrior regresa a la WWE en la Ceremonia de inducción del Hall of Fame 2014, WrestleMania XXX y Raw (4 de abril) - Stone Cold regresa en WrestleMania XXX - Batista regresa en Raw (20 de enero) - The Rock regresa para interrumpir a Rusev y Lana en Raw (6 de octubre) |
| Momento OMG del Año                         | Santino Marella                   | - Brock Lesnar derrota a The Undertaker y rompe el invicto de WrestleMania en WrestleMania XXX - Seth Rollins traiciona a The Shield en Raw (2 de junio) - Bray Wyatt rodea a John Cena en una steel cage con un coro de niños en Raw (28 de abril) - Nikki Bella traiciona a Brie en SummerSlam |
| Diva del Año                                | Jerry Lawler                      | - AJ Lee - Paige - Nikki Bella - Brie Bella |
| "LOL!" Momento del Año                      | Adam Rose                         | - Damien Sandow como el doble de The Miz - Mr. T le agradece a su madre en la Ceremonia de inducción del Hall of Fame 2014 - Vickie Guerrero arroja a Stephanie McMahon a una piscina de pudin en Raw (23 de junio) - El Torito vs. Hornswoggle en una WeeLC match en Extreme Rules |
| Lucha del Año                               | Ricky Steamboat                   | - Team Cena (John Cena, Dolph Ziggler, Big Show, Erick Rowan & Ryback) vs. Team Authority (Seth Rollins, Kane, Mark Henry, Rusev & Luke Harper) en un Traditional Survivor Series Elimination Match en Survivor Series - Daniel Bryan vs. Randy Orton vs. Batista en un Triple Threat Match por el WWE World Heavyweight Championship en WrestleMania XXX - The Shield (Dean Ambrose, Seth Rollins y Roman Reigns) vs. Evolution (Triple H, Randy Orton y Batista) en un Six-Man Tag Team Match en Extreme Rules - John Cena vs. Bray Wyatt en un Last Man Standing Match en Payback |
| Momento Extremo del Año                     | Rob Van Dam                       | - Chris Jericho conecta un cross-body a Bray Wyatt desde la cima de una Steel Cage en Raw (8 de septiembre) - Brock Lesnar le aplica 16 German Suplex a John Cena en SummerSlam - Kane ataca a Daniel Bryan con el Tombstone Piledriver en el ringside, la escalera metálica y la mesa de comentaristas en Raw (21 de abril) - Seth Rollins le aplica un Curb Stomp a Dean Ambrose sobre un bloque de cemento en Raw (18 de agosto) |
| Superestrella del Año                       | Booker T                          | - Roman Reigns - Brock Lesnar - Dean Ambrose - John Cena - Seth Rollins - Daniel Bryan - Bray Wyatt |

### Slammy Award 2015
El evento tuvo lugar el 21 de diciembre de 2015 desde el Target Center, Minneapolis, Minnesota.
| Categoría: | Presentado por:         | Resultados |
| --- | ----------------------- | --- |
| Equipo del Año | WWE.com                 | - The Usos (Jimmy Uso & Jey Uso) - The New Day (Kofi Kingston, Big E &Xavier Woods) - The Prime Time Players (Titus O'Neil & Darren Young) - Tyson Kidd & Cesaro - The Lucha Dragons (Sin Cara & Kalisto) |
| Mejor U.S. Open Challenge de John Cena | WWE.com                 | - vs. Cesaro en Raw (6 de julio) - vs. Dolph Ziggler en Raw (12 de octubre) - vs. Sami Zayn en Raw (4 de mayo) - vs. Dean Ambrose en Raw (30 de marzo) - vs. Adrian Neville en Raw (11 de mayo) |
| Hashtag del Año | WWE.com                 | - #SuplexCity - #GiveDivasAChance - #SaveTheTables - #AxelMania - #RKOOUTTANOWHERE |
| Momento de Celebridad del Año | WWE.com                 | - Stephen Amell incursiona ante Stardust en SummerSlam - El invitado de Entourage introduce a Zack Ryder en Raw (25 de mayo) - Machine Gun Kelly recibe un Powerbomb de Kevin Owens en Raw (15 de junio) - Jon Stewart se involucra en la lucha de John Cena en SummerSlam - Wayne Rooney abofetea a King Barrett en Raw (9 de noviembre) |
| "Dime que no has dicho eso" Momento del Año | WWE.com                 | - Brock Lesnar introduce el "Suplex City" en WrestleMania 31 - Dean Ambrose llama a Seth Rollins "Justin Bieber" en Raw (25 de mayo) - Seth Rollins llama a Johnny Manziel "Johnny Idiot Face" en Raw (15 de junio) - Seth Rollins dice que Kane "Was Just There" (sólo estuvo allí) por WrestleMania en Raw (6 de abril) - Paige estropea la celebración de Charlotte como nueva Campeona de Divas en Raw (21 de septiembre) |
| Rivalidad del Año | Booker T (Pre-show)     | - The Undertaker vs. Brock Lesnar - Roman Reigns vs. Bray Wyatt - John Cena vs. Rusev - Team PCB (Paige, Charlotte & Becky Lynch) vs. Team Bella (Brie Bella, Nikki Bella & Alicia Fox) vs. Team B.A.D. (Naomi, Sasha Banks & Tamina) - Seth Rollins vs. Randy Orton |
| * Paul Heyman aceptó el premio en nombre de Brock Lesnar. |                         | |
| Mejor Show Original del WWE Network | Corey Graves (Pre-show) | - Stone Cold Podcast - Breaking Ground - Table for 3 - WWE 24 - Swerved |
| * Corey Graves aceptó el premio en nombre de Stone Cold. |                         | |
| Doble-Cruz del Año | Booker T (Pre-show)     | - Damien Mizdow elimina a The Miz del Andre the Giant Memorial Battle Royal en WrestleMania 31 - Jon Stewart ataca a John Cena costándole el Campeonato de los Estados Unidos en SummerSlam. - Randy Orton traiciona a Seth Rollins en Raw (9 de marzo) - Paige ataca a Charlotte y Becky Lynch en Raw (26 de octubre) - Stardust traiciona a Goldust en Raw (16 de febrero) |
| Momento Extremo del Año | Corey Graves (Pre-show) | - Roman Reigns ataca a Sheamus, Alberto Del Rio, Rusev y Triple H con una silla en TLC: Tables, Ladders and Chairs - Brock Lesnar y The Undertaker se enfrentan en una pelea callejera en el ring de Raw (20 de julio) - Luke Harper aplica un powerbomb a Dean Ambrose atravesando una escalera hacia afuera del ring en WrestleMania 31 - Seth Rollins le rompe la nariz a John Cena en Raw (27 de julio) - Adrian Neville se lanza con una escalera sobre otros luchadores en SmackDown (11 de junio) |
| * Corey Graves aceptó el premio en nombre de Roman Reigns. |                         | |
| Revelación del Año | Dolph Ziggler           | - Neville - Kevin Owens - Charlotte - Tyler Breeze - Braun Strowman |
| LOL Momento del Año | Santino Marella         | - R-Truth cree que está incluido en la lucha del Money in the Bank ladder match por el WWE World Heavyweight Championship en Raw y SmackDown (8 de junio y 19 de noviembre) - Edge & Christian traen devuelta el kazoo a Raw. (7 de septiembre) - The Bushwhackers (Bushwhacker Butch y Bushwhacker Luke) y su discurso de inducción en el WWE Hall of Fame - The Miz y Damien Mizdow realizan un comercial disfuncional en Raw. (2 de marzo) - The New Day (Big E, Kofi Kingston y Xavier Woods) hacen a Stephanie McMahon y Triple H a bailar en Raw (14 de septiembre) |
| * Santino Marella se robó el premio al distraer a R-Truth. |                         | |
| El Momento OMG del Año | Paul Heyman             | - Kalisto conecta su Salida del Sol a Jey Uso desde lo alto de una escalera impactando en otra escalera en TLC: Tables, Ladders and Chairs - Seth Rollins canjea su contrato del Money in the Bank durante la lucha entre Brock Lesnar y Roman Reigns ganando el WWE World Heavyweight Championship en WrestleMania 31 - Brock Lesnar crea un alboroto para obtener su cláusula de revancha una noche después de WrestleMania 31 en Raw (30 de marzo) - The Wyatt Family (Bray Wyatt, Luke Harper, Erick Rowan y Braun Strowman) atacan y se llevan a The Undertaker luego de su lucha ante Brock Lesnar en Hell in a Cell. - Sheamus canjea su contrato del Money in the Bank ante Roman Reigns ganando el WWE World Heavyweight Championship en Survivor Series. |
| Luchador del Año | Stephanie McMahon       | - Seth Rollins |
| * Todos las Superstars de la WWE estuvieron nominadas. |                         | |
| Premio al Héroe en Todos Nosotros, presentado por Coca-Cola | Mark Henry              | - John Cena - Natalya - Roman Reigns - Big Show - Titus O'Neil |
| * Mark Henry aceptó el premio en nombre de John Cena. |                         | |
| Mejor Regreso del Año | Santa Bo                | - Sting regresa como la estatua de Seth Rollins y lo ataca en Raw (24 de agosto) - Chris Jericho regresa uniendo fuerzas con Roman Reigns y Dean Ambrose en Night of Champions - The Dudley Boyz (Bubba Ray Dudley & D-Von Dudley) regresa a la WWE en Raw (24 de agosto) - Alberto Del Rio y Zeb Colter regresan a la WWE en Hell in a Cell - Demon Kane regresa para impedir que Sheamus hiciera efectivo su contrato del Money in the Bank y atacando al mismo Seth Rollins en Night of Champions |
| * Santa Bo aceptó el premio en nombre de Sting. |                         | |
| Diva del Año | R-Truth                 | - Nikki Bella - Naomi - Paige - Sasha Banks - Charlotte |
| * Originalmente, R-Truth nombró a Paige como ganadora, pero luego nombró a Nikki Bella como la verdadera ganadora al equivocarse al leer la tarjeta de premiación (Esto resultó como parodia de la premiación del certamen de premiación del Miss Universo 2015) |                         | |
| "Esto es Asombroso" Momento del Año | The Miz                 | - The Rock y Ronda Rousey atacan a Triple H y Stephanie McMahon en WrestleMania 31 - Brock Lesnar destruye el auto de J&J Security en Raw (6 de julio) - Randy Orton revierte el Curb Stomp de Seth Rollins en un RKO en WrestleMania 31 - La Revolución de Divas estalla en Raw (13 de julio) - The Shield (Dean Ambrose, Seth Rollins y Roman Reigns) se reúne para aplicarle un Triple powerbomb a Randy Orton a través de la mesa de comentaristas en Payback |
| * The Miz aceptó el premio en nombre de The Rock. |                         | |
| Lucha del Año | Ric Flair               | - Brock Lesnar vs. The Undertaker en un Hell in a Cell match en Hell in a Cell - Brock Lesnar vs. John Cena vs. Seth Rollins en un Triple Threat Match por el WWE World Heavyweight Championship en Royal Rumble - Sting vs. Triple H en WrestleMania 31 - John Cena vs. Kevin Owens en Elimination Chamber - Roman Reigns vs. Dolph Ziggler vs. Alberto Del Rio vs. Kevin Owens en un Fatal 4-Way Match para determinar al contendiente por el WWE World Heavyweight Championship en Raw (26 de octubre) |

### Slammy Award 2020
Este evento tuvo lugar el 23 de diciembre de 2020 después de 5 años de no realizarse, que se transmitirá a través de las plataformas digitales y sociales de WWE. Como dato curioso, The Undertaker ganó en todas las categorías en las cuales estuvo nominado. 
| Categoría:                          | Presentado por: | Resultados |
| ----------------------------------- | --------------- | --- |
| Superestrella del año               | WWE.com         | - Drew McIntyre - Roman Reigns - Randy Orton - Braun Strowman - "The Fiend" Bray Wyatt |
| Superestrella femenina del año      | WWE.com         | - Sasha Banks - Asuka - Bayley - Becky Lynch - Charlotte Flair |
| Equipo del año                      | WWE.com         | - The Street Profits (Angelo Dawkins & Montez Ford) - The Golden Role Models (Bayley & Sasha Banks) - Nia Jax & Shayna Baszler - The New Day (Big E, Kofi Kingston & Xavier Woods) - Shinsuke Nakamura & Cesaro |
| Lucha del año                       | WWE.com         | - The Undertaker vs. AJ Styles en un Boneyard match en WrestleMania 36 - The New Day (Kofi Kingston y Xavier Woods) (c) vs. The Hurt Business (Cedric Alexander & Shelton Benjamin) por el Campeonato de Parejas de Raw en Raw (16 de noviembre) - Edge vs. Randy Orton en Backlash - Men's Royal Rumble match en Royal Rumble - AJ Styles contra Daniel Bryan por el vacante Campeonato Intercontinental de WWE en SmackDown (12 de junio) - Roman Reigns (c) contra Jey Uso en un Hell in a Cell "I Quit" match por el Campeonato Universal en Hell in a Cell - Bayley (c) vs. Sasha Banks en una lucha Hell in a Cell por el Campeonato Femenino de SmackDown en Hell in a Cell - Jeff Hardy (c) vs. AJ Styles vs. Sami Zayn en una lucha de escalera de triple amenaza por el Campeonato Intercontinental de la WWE en Clash of Champions - Drew McIntyre vs. Roman Reigns en un Champion vs. Champion en Survivor Series - Becky Lynch (c) vs. Asuka por el Campeonato Femenino de Raw en Royal Rumble |
| Rivalidad del año                   | WWE.com         | - Edge vs. Randy Orton - Seth Rollins contra The Mysterio Family - Drew McIntyre vs. Randy Orton - Sasha Banks vs. Bayley - R-Truth vs. The World - Lana vs. Mesas de Comentaristas |
| Regreso del año                     | WWE.com         | - Edge - Roman Reigns - MVP - Goldberg - Sami Zayn |
| Presentación musical de WWE del año | WWE.com         | - Elias |
| Momento del año                     | WWE.com         | - Despedida final de The Undertaker en Survivor Series - Drew McIntyre derrota a Brock Lesnar por el Campeonato de la WWE en WrestleMania 36 - Becky Lynch anuncia su embarazo en Raw (11 de mayo) - Edge regresa en el combate masculino Royal Rumble en Royal Rumble - Discurso de despedida de The New Day en SmackDown (16 de octubre) - Roman Reigns y Paul Heyman se unen en SmackDown (28 de agosto) - Bayley traiciona a Sasha Banks en SmackDown (4 de septiembre) - The New Day se redacta para diferentes marcas en SmackDown (9 de octubre) |
| Breakout del año                    | WWE.com         | - The Street Profits (Angelo Dawkins & Montez Ford) - Dominik Mysterio - Bianca Belair - Otis - Murphy |
| Atuendo del año                     | WWE.com         | - The New Day (Big E, Kofi Kingston & Xavier Woods) - Charlotte Flair - Sasha Banks - Seth Rollins - Bianca Belair - Shinsuke Nakamura - Carmella |
| Superestrella de las Redes Sociales | WWE.com         | - Bayley |
| Trash Talker del año                | WWE.com         | - Lacey Evans (co-ganadora) - The Hurt Business (co-ganadores) |
| Documental de WWE Network del año   | WWE.com         | - Undertaker: The Last Ride - WWE 24: Edge - Untold: Sasha Banks and Bayley - Brothers Of Destruction - Ruthless Agression - WWE Chronicle: Brawn Strowman - The Mortician: The Story of Paul Bearer |
| Doble Cruz del Año                  | WWE.com         | - Bayley traiciona a Sasha Banks on SmackDown (4 de septiembre) |
| Referee del Año                     | WWE.com         | - Charles Robinson |